# Cheratoplastica
La cheratoplastica è l'intervento chirurgico di tipo oculistico consistente nel trapianto di cornea.

## Caratteristiche
È un intervento di microchirurgia invasiva eseguito generalmente in anestesia generale. Consiste nella sostituzione, parziale o totale, della regione centrale della cornea, la calotta trasparente anteposta all'iride e alla pupilla, con un nuovo tessuto da donatore quando la cornea stessa risulti danneggiata e renda il paziente impossibilitato a vedere. La durata dell'intervento varia da trenta minuti ad un'ora e mezza.

## Casistica di intervento
Si esegue quando:
- le terapie a base di farmaci, a seguito di gravi infezioni oculari come la cheratite da Acanthamoeba Hystolitica, non consentono la guarigione della cornea
- la chirurgia conservativa per alcune patologie corneali (ad esempio il cheratocono o il cheratoglobo) come la Mini Cheratotomia Radiale Asimmetrica (M.A.R.K.) e il cross-linking corneale si rivela inefficace al progredire della malattia
- la cornea è già troppo danneggiata a seguito di traumi fisici come tagli profondi e urti, o infezioni o patologie congenite e rischia di rompersi spontaneamente, oppure opacizzata irreversibilmente, come nel caso della cheratopatia bollosa (presenza di cicatrici, ulcerazioni profonde, edemi) e non consente più una visione accettabile per il paziente.

## Tipologie di intervento
Esistono due modi di procedere chirurgicamente una volta che si siano curate infezioni e infiammazioni. In un primo caso viene sostituita tutta la cornea, cioè tutti gli strati della superficie oculare: si tratta della cheratoplastica perforante (trapianto tradizionale).
La cheratoplastica perforante è la forma di trapianto più frequente e può portare all'insorgenza di un astigmatismo irregolare. Si effettua asportando con l'ausilio di particolari trapani cilindrici cavi di varie dimensioni in base alle esigenze del momento la porzione di cornea da sostituire dall'occhio del donatore (un cadavere). Generalmente si asporta un tessuto del diametro di 8,25 mm, sebbene nel ricevente si sia creato lo spazio per tessuto corneale del diametro di 8 mm poiché si tiene conto dei processi di cicatrizzazione e di retrazione cicatriziale della cornea del donatore.
Il tessuto del donatore può anche essere conservato in apposite soluzioni e ad adeguate temperature fino a 4-5 giorni. Ultimamente sono stati messi a punto dei nuovi metodi di sutura antitorsione in modo da impedire che la nuova cornea possa ruotare attorno al proprio asse.
Invece nel secondo caso si mantiene lo strato più interno e più importante della cornea, cioè il complesso membrana di Descemet-endotelio: l'intervento prende allora il nome di cheratoplastica lamellare. Le due principali tecniche di cheratoplastica lamellare, che si distinguono tra loro principalmente per lo spessore di tessuto corneale trapiantato, sono la Descemet stripping automated endothelial keratoplasty (DSAEK) e la Descemet membrane endothelial keratoplasty (DMEK).
La cheratoplastica lamellare è un intervento che si esegue da molti anni, ma al contrario di quanto avveniva prima la nuova tecnica di aerodissezione consente un ottimo recupero della vista.

## Indicazioni
Alcune malattie corneali che provocano gravi diminuzioni della vista in pazienti di giovane età, quali ad esempio il cheratocono o il cheratoglobo, risparmiano l'endotelio corneale. Queste patologie possono beneficiare della cheratoplastica lamellare perché lasciando in situ lo strato corneale più importante, responsabile della trasparenza della cornea, si impedisce che questo strato corneale possa andare incontro a reazioni di rigetto o impoverimento progressivo come accade nel trapianto tradizionale.